# Jason Chaffetz

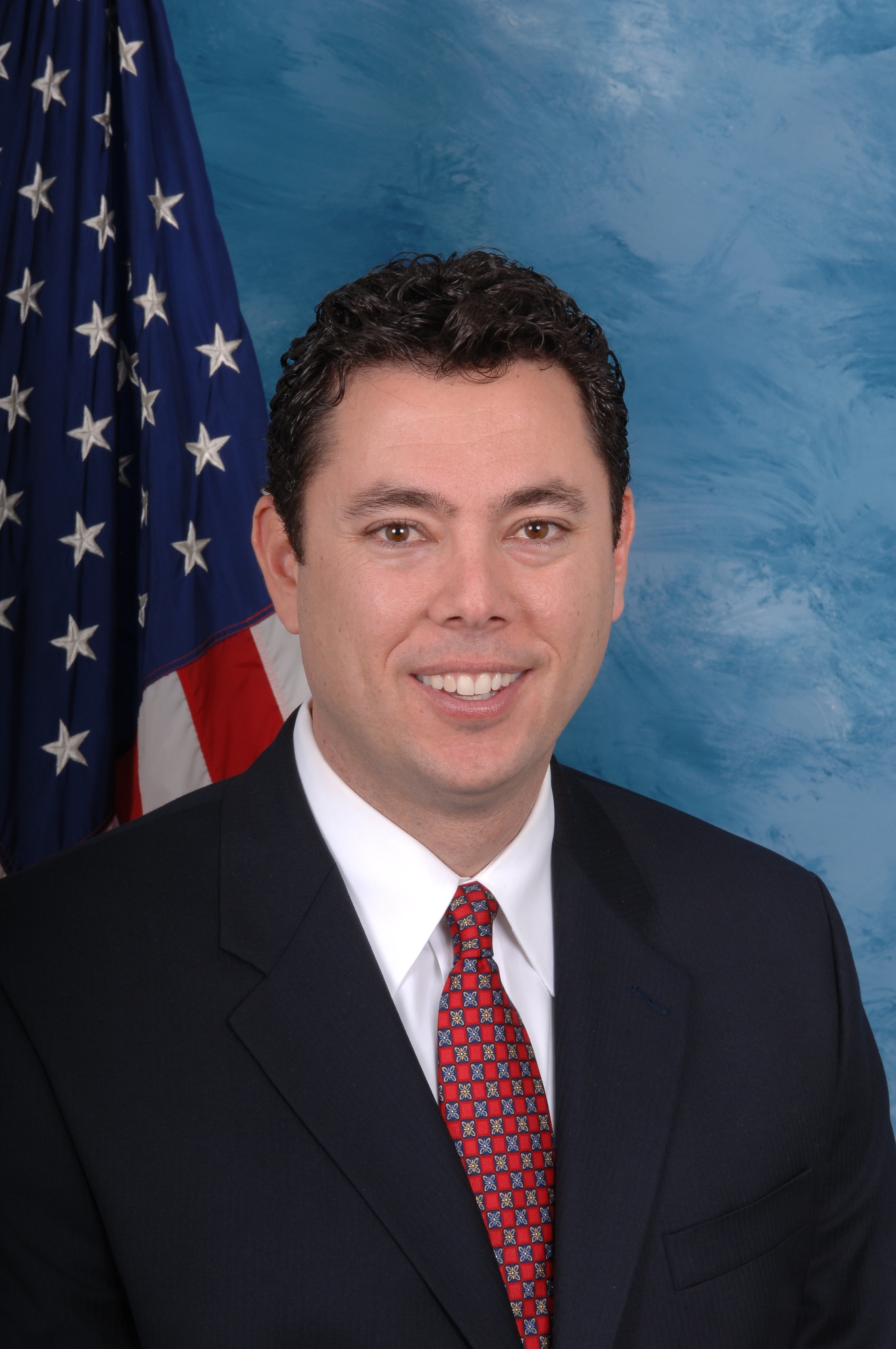
Jason Chaffetz (2008)

Jason  E. Chaffetz (* 26. März 1967 in Los Gatos, Kalifornien) ist ein amerikanischer Politiker. Von Januar 2009 bis Juni 2017 vertrat er den dritten Kongresswahlbezirk des Bundesstaates Utah im Repräsentantenhaus der Vereinigten Staaten.

## Familie, Ausbildung und Beruf
Chaffetz studierte an der Brigham Young University in Provo (Utah), an dem er im Footballteam spielte und als Talent im Umgang mit Medien auffiel. In dieser Zeit schloss sich der aus einer jüdischen Familie mit russischen Vorfahren stammende damalige Demokrat Chaffetz der Glaubensgemeinschaft der Mormonen an. Im Jahr 1988 arbeitete er für den erfolglosen Präsidentschaftswahlkampf von Michael Dukakis, dessen Ehefrau die erste Frau von Chaffetz’ Vater gewesen war; Dukakis ist bis heute mit Chaffetz befreundet. 1989 machte er seinen Abschluss in Kommunikationswissenschaft und schloss sich 1990 den Republikanern an, nachdem er eine Rede von Ex-Präsident Ronald Reagan erlebt hatte und mitgerissen war.
Nach seiner Studienzeit arbeitete Chaffetz in der freien Wirtschaft. Er war insgesamt elf Jahre für die Firma Nu Skin Enterprises tätig, unter anderem als Pressesprecher. Im Jahr 2004 war er Wahlkampfmanager von Utahs späterem Gouverneur Jon Huntsman. Nach der erfolgreichen Wahl nahm ihn Huntsman in seinen Beraterstab auf, in dem Chaffetz nicht ohne Kritik blieb und nach einem Jahr ausschied. Im Jahr 2005 gründete Chaffetz die Firma Maxtera Utah, die Dienstleistungen auf dem Kommunikationssektor und in der Vermarktung anbietet. Seit 2007 ist er Kurator des Utah Valley State College.
Jason Chaffetz ist verheiratet und lebt in Alpine.

## Politische Laufbahn
Im Jahr 2007 gab Chaffetz seine Kandidatur für das US-Repräsentantenhaus bekannt. In der folgenden parteiinternen Vorwahl trat er im dritten Kongresswahlbezirk gegen den langjährigen republikanischen Mandatsinhaber Chris Cannon an – und setzte sich dank einer Graswurzelkampagne überraschend mit 60 % der Stimmen durch. Bei der eigentlichen Kongresswahl des Jahres 2008 gewann er mit 66 % der Stimmen gegen den Demokraten Bennion Spencer und trat sein Mandat im Kongress am 3. Januar 2009 an. Bei allen folgenden Wahlen, einschließlich der des Jahres 2016, wurde er wiedergewählt.
Er ist Mitglied im Justizausschuss und im United States House Committee on Oversight and Government Reform sowie in drei von dessen Unterausschüssen. Den letzteren Ausschuss, der für eine Kontrolle der Exekutive zuständig ist, leitet er seit 2015. In diese Schlüsselstellung wurde er – ungewöhnlich für einen Abgeordneten relativ kurzer Mandatszeit – gewählt, nachdem er ein ambitioniertes Programm vorgestellt hatte, insbesondere die damals von Demokraten dominierte Regierung Obama vor sich herzutreiben. In dieser Rolle gehörte Chaffetz zu den lautesten Kritikern des Regierungshandelns beim Bengasi-Anschlag. Nach dem Regierungswechsel war Chaffetz für die Untersuchung von Ethik-Vorwürfen gegen Präsident Donald Trump zuständig. Für seine von einigen Beobachtern als parteiisch wahrgenommene Rolle geriet er 2017 in die Kritik.
Im April 2017 wurde bekannt, dass Chaffetz zur Wahl im November 2018 nicht wieder antritt. Nach seinem Ausscheiden aus dem Kongress wolle er in die freie Wirtschaft zurückkehren, schloss aber eine Rückkehr in die Politik nicht aus. Er gilt als möglicher Gouverneurskandidat in Utah bei der Wahl 2020. Chaffetz gab sein Mandat vorzeitig zum 30. Juni 2017 zurück, wofür er im Mai private Gründe angab.
Utahs Gouverneur Gary Herbert gab bekannt, dass zur Bestimmung eines Nachfolgers eine Sonderwahl durchgeführt werden soll; bis dahin solle das Mandat für zwei bis vier Monate vakant bleiben. Als Nachfolger für Chaffetz’ – insbesondere für die weiteren Ermittlungen gegen Präsident Trump – wichtigen Ausschussvorsitz wurde Trey Gowdy benannt.
Im Herbst 2017 wurde Chaffetz Visiting Fellow der Harvard Kennedy School, begann für Fox News und in einer eigenen Beratungsfirma zu arbeiten und ein Buch zu schreiben.

## Positionen
Chaffetz gilt als konservativ in seinen Positionen; so hat er sich entgegen der liberalen Ansichten einiger Familienangehöriger gegen eine Gleichstellung gleichgeschlechtlicher Partnerschaften ausgesprochen.